# دلب مكسيكي
الدلب المكسيكي (باللاتينية: Platanus mexicana) نوع من الأشجار المعمرة متساقطة الأوراق، يتبع جنس الدلب من الفصيلة الدلبية (بالإنجليزية: Platanaceae)‏.

## الموئل والانتشار
يمتد الموئل الأساسي للدلب المكسيكي من المكسيك إلى غواتيمالا.